# Водяная баня

Водяная баня (схема). 1 — нагреваемое вещество; 2 — вода; 3 — сосуд с веществом; 4 — ёмкость с водой; 5 — нагревательный элемент

Водяная баня — устройство для нагревания веществ, когда требуемая температура составляет до 100 °C при нормальном атмосферном давлении.
Водяная баня представляет собой нагреваемое тело (например, сосуд с веществом, такой как колба, пробирка, или иное тело), помещённое в более крупную ёмкость с водой. Вода нагревается, и от неё нагревается тело. Вода не может нагреться выше своей температуры кипения (при данном атмосферном давлении), тем самым достигается автоматическое ограничение максимальной температуры нагрева тела. В тех случаях, когда требуется меньшая температура, применяются электрические водяные бани (термостаты) с автоматическим регулированием нагрева. Разновидностью водяной бани является роторный нагреватель, обеспечивающий за счёт вращения колбы более высокие интенсивность испарения и равномерность нагрева.
Водяная баня применяется в лабораториях, на производственных предприятиях, в кулинарии (например, для приготовления паровых котлет и готовки под вакуумом, растапливания шоколада), в фармацевтической технологии (для приготовления отваров и настоев лекарственных трав). Специальное устройство для приготовления отваров называется инфундирка. В химии электрические водяные бани применяются для нагрева и перегонки легковоспламеняющихся веществ.